# Gedalia Petluk
Gedaljahu (Gedaliasz, Gedalia) Petluk (ur. ok. 1915 w Knyszynie, zm. 1943 w Białymstoku) – polski działacz konspiracji żydowskiej w trakcie II wojny światowej.

## Życiorys
Pochodził z Knyszyna. Był członkiem He-Chaluc Ha-Cair. Podczas okupacji niemieckiej przebywał z getcie białostockim. Był działaczem podziemnego Droru oraz członkiem ŻOB-u. Po śmierci Cwi Mersika został jednym z najbliższych współpracowników Mordechaja Tenenbauma w ramach Podziemnego Archiwum Getta Białostockiego.
Zginął w trakcie powstania w getcie białostockim w sierpniu 1943 roku. Miał wówczas 28 lat. 
W 1948 roku, w 5. rocznicę wybuchu powstania w getcie warszawski został pośmiertnie odznaczony Krzyżem Walecznych.